# نگرش مذهبی ویلیام شکسپیر

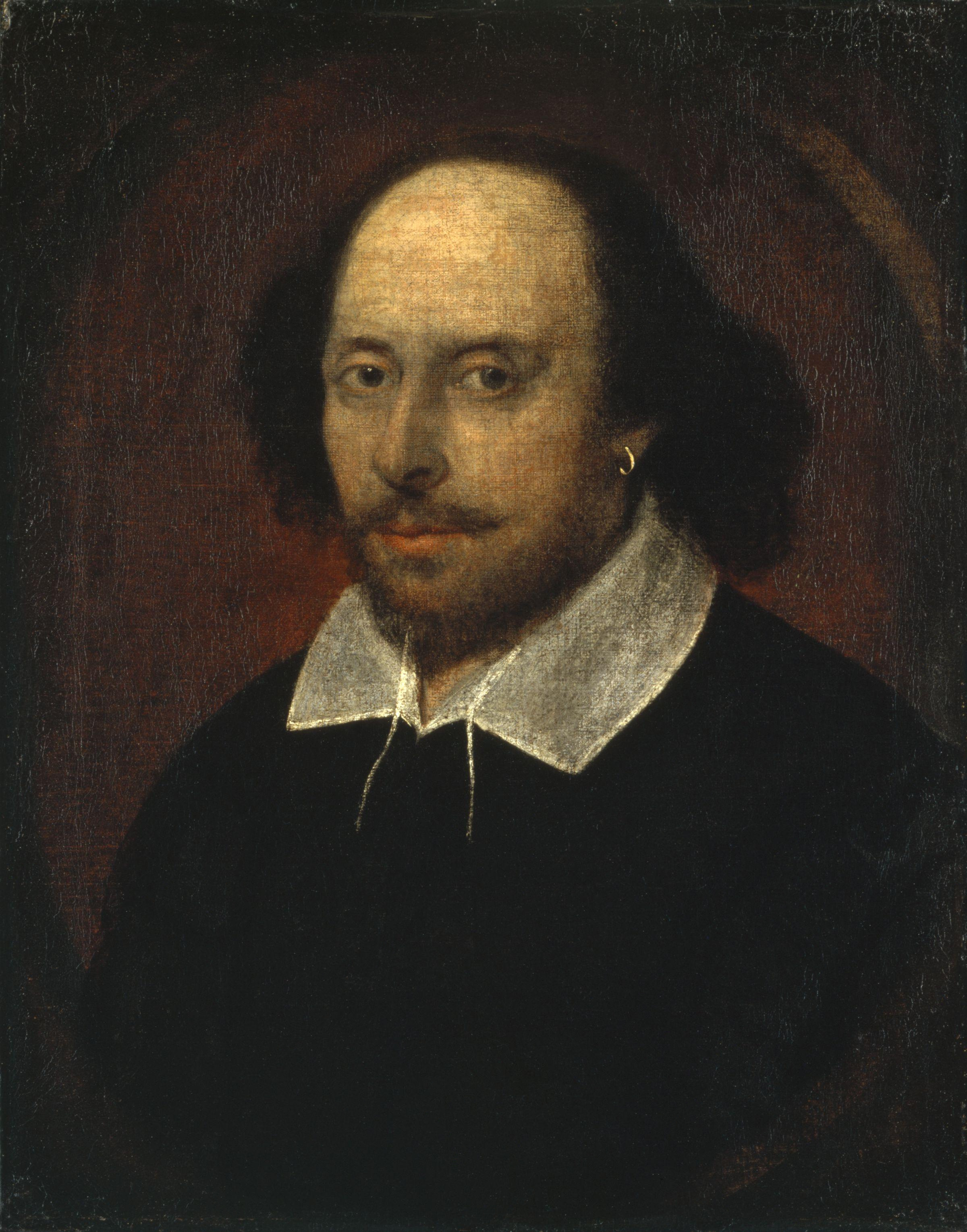
ویلیام شکسپیر (گالری ملی پرتره (لندن))، در پرتره معروف چاندوس

نگرشِ مذهبیِ ویلیام شکسپیر موضوع بحث‌های علمی جاری است که قدمت آن به بیش از ۱۵۰ سال پیش می‌رسد. فرض کلی در مورد وابستگی مذهبی ویلیام شکسپیر این است که او عضوِ کلیسای انگلستان بود. با این حال، بسیاری از محققان بر اساس تجزیه و تحلیل سوابق تاریخی و آثار منتشرشده‌اش، در مورد اعتقادات مذهبی شخصی او گمانه‌زنی کرده‌اند و ادعا می‌کنند که خانوادهٔ شکسپیر احتمالاً گرایشِ کاتولیک داشته و خودش نهانی کاتولیک بوده است.

## وابستگیِ مذهبی شناخته‌شدهٔ شکسپیر
شکسپیر و خانوادهٔ نزدیکش از کلیسای مستقر انگلستان پیروی می‌کردند. هنگامی که شکسپیر جوان بود، پدرش، جان شکسپیر، در چندین دفتر شهرداری انتخاب شد، که به عنوان یک بخشدار خدمت می‌کرد و در دوره‌ای به عنوان ضابط، قاضی ارشد شورای شهر به اوج خود رسید، که همه اینها مستلزم عضویت کلیسا بود. و در سفیدکاری تصاویر کاتولیک در کلیسای صنفی صلیب مقدس شرکت کرد.
غسل تعمید شکسپیر و خواهران و برادرانش در فهرست کلیسای محلّه ثبت شد، و همچنین تولد سه فرزندش و دفن اعضای خانواده او نیز ثبت شد. برادرش ادموند، که به دنبال او به لندن رفت و در آنجا درگذشت، در سنت سیویور در ساوت‌وارک «با صدای ناقوس بزرگ» به خاک سپرده شد، که احتمالاً هزینه‌اش را شکسپیر پرداخت. او به عنوان اجاره‌دهنده عشر کلیسا در استراتفورد، پیشوای غیر روحانی کلیسا بود. او و همسرش را در کلیسا به خاک سپردند و بنای یادبودی که شامل نیم تنه شاعر بود در دیوار شمالی طاقچه نصب شد.
شکسپیر دو بار در پرداخت مالیات خود برای کلیسای سنت هلن، بیشاپسگیت، لندن، جایی که نام او برای سال ۱۵۹۶/۱۵۹۶ فهرست شده است، ناکام ماند، و او در فهرست سالانه ساکنان کلیسای کلینک (سنت هلن) نیست. Saviour's) توسط افسرانی که برای جمع‌آوری ژتون‌های خریداری شده توسط کلیساها برای عید پاک که اجباری بود، گردآوری شده است. توضیحی توسط مورخ والتر گادفری ارائه شده است، که نشان می‌دهد نکول نمایشنامه‌نویس در Bishopsgate صرفاً به این دلیل بود که او در پایان آن سال به کلیسای کلینک نقل مکان کرده بود، جایی که مالیات‌ها توسط مالک زمین (اسقف وینچستر) جمع‌آوری می‌شد. و نه مسئولان بخش. اسقف سپس مبلغ معوقه را «به منظور سهولت» به محله سابق شکسپیر واریز کرد.

## خانوادهٔ شکسپیر
در سال ۱۵۵۹، پنج سال پیش از تولّدِ شکسپیر، دستگاه مذهبی الیزابتی سرانجام کلیسای انگلستان را از کلیسای کاتولیکِ رم جدا کرد. در سال‌های بعد، فشار شدیدی بر کاتولیک‌های انگلستان وارد شد تا اعمال کلیسای انگلستان را بپذیرند، و قوانین انصراف هر خدمتی را که در کتاب نمازنامه عام یافت نمی‌شود، از جمله مراسم عشای کاتولیک رومی، غیرقانونی اعلام کرد. در دوران حیات شکسپیر مقاومت آرام و، در عینِ حل، چشمگیری برابرِ اصلاحاتِ تحمیلی بود. بعضی از محققان با استفاده از شواهد تاریخی و ادبی استدلال کرده‌اند که شکسپیر یکی از این مخالفان بوده است. روآن ویلیامز، اسقف اعظم سابق کانتربری، فکر می‌کند که شکسپیر «پیشینه کاتولیک ناپسند» داشته است.
برخی از محققان همچنین بر این باورند که شواهدی وجود دارد که نشان می‌دهد چند نفر از اعضای خانواده شکسپیر کاتولیک‌های مخالف بودند. قوی‌ترین شواهد، رساله‌ای است که به کاتولیکیسم مخفیانه اعتراف می‌کند که توسط جان شکسپیر، پدر شاعر امضا شده است. این تراکت در قرن هجدهم در تیرهای خانه ای یافت شد که زمانی متعلق به جان شکسپیر بود و توسط محقق معتبر ادموند مالون مشاهده و توصیف شد. مالون بعداً نظر خود را تغییر داد و اعلام کرد که فکر می‌کند این تراکت جعلی است. اگرچه این سند از آن زمان گم شده است، آنتونی هولدن می‌نویسد که عبارت گزارش شده مالون از تراکت به وصیت نامه ای که توسط چارلز بورومئو نوشته شده و توسط ادموند کمپیون در انگلستان منتشر شده است، مرتبط است، که نسخه‌هایی از آن هنوز به زبان ایتالیایی و انگلیسی وجود دارد. با این حال، تحقیقات دیگر نشان می‌دهد که عهدنامه بورومئو یک مصنوع قرن هفدهمی است (در اولین قدمت آن به سال ۱۶۳۸ برمی‌گردد)، برای انجام کارهای تبلیغی چاپ نشده است و هرگز نمی‌توانست در اختیار جان شکسپیر باشد. از سال ۲۰۲۴، تحقیقات جدید این تراکت را به خواهر ویلیام، جوآن (۱۵۶۹–۱۶۴۶) نسبت داده است که می‌تواند آن را یک کپی واقعی از سند بورومئو کند. جان شکسپیر به‌عنوان کسی که در مراسم کلیسا شرکت نمی‌کرد، ذکر شد، اما به گفته کمیسیون‌ها، این «به دلیل ترس از روند بدهی» بود، نه به این دلیل که او یک انصراف دهنده بود.
مادر شکسپیر، مری آردن، عضوی از یک خانواده مشخص و مصمم کاتولیک در وارویک شایر بود. در سال ۱۶۰۶، دخترش سوزانا به عنوان یکی از ساکنان استراتفورد که در عید پاک موفق به گرفتن عشای ربانی (انگلیسی) نشد، که ممکن است حاکی از همدردی با کاتولیک‌ها باشد، ثبت شد. با این حال، ممکن است نشانه ای از همدردی‌های پیوریتن نیز باشد. سوزانا، طبق برخی اظهارات، یک گرایش پیوریتانیستی بود.

## گرایشِ کاتولیکی

### عروسی احتمالاً به رسمِ کاتولیک
ازدواج شکسپیر با آن هاتاوی در سال ۱۵۸۲ ممکن است توسط جان فریت در میان نامزدهای دیگر در شهر تمپل گرافتون در چند مایلی استراتفورد برگزار شده باشد. در سال ۱۵۸۶ تاج فریث، که ظاهر پروتستانیزم را حفظ کرد، به عنوان یک کشیش کاتولیک نامگذاری شد. برخی گمان می‌کنند که شکسپیر در معبد گرافتون به جای کلیسای انگلیکن در استراتفورد ازدواج کرد تا مراسم عروسی او به عنوان مراسم مقدس کاتولیک برگزار شود. تصور می‌شد که او در مراسم ازدواج خود عجله کرده است، زیرا آن سه‌ماهه باردار بود.